# Nhạc pop tiếng Pháp
Nhạc pop tiếng Pháp hay nhạc pop Pháp ngữ (tiếng Pháp: Pop française) là dòng nhạc pop được hát bằng tiếng Pháp. Thể loại nhạc này thường được biểu diễn bởi các ca sĩ đến từ Pháp, Canada, Bỉ, Thụy Sĩ hoặc bất kỳ khu vực nói tiếng Pháp nào khác trên thế giới. Khán thính giả mục tiêu là thị trường nói tiếng Pháp (francophone) mà chủ yếu là nước Pháp. Đây là thị trường nhỏ hơn nhiều nhưng độc lập trên quy mô lớn với thị trường nói tiếng Anh chủ đạo.

## Lịch sử

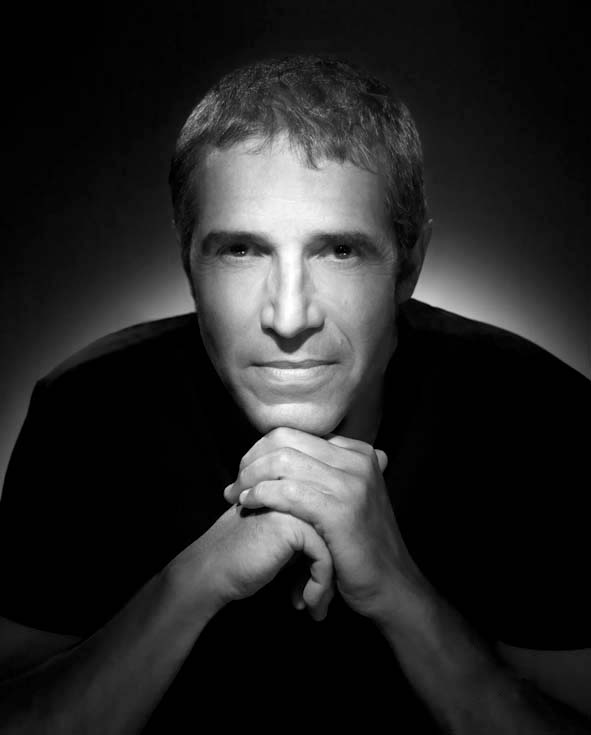
Nam ca sĩ Julien Clerc (năm 2008).

## Radio ở Pháp
Các đài phát thanh ở Pháp được yêu cầu phải phát ít nhất 40% các ca khúc bằng tiếng Pháp trong giờ cao điểm. Luật sửa đổi, bổ sung Pelchat với Đạo luật Điều chỉnh Phát thanh - truyền hình năm 1994 của Pháp là bộ luật yêu cầu điều đó.

## Một số ca khúc nổi bật
Dưới đây là danh sách một số bài hát nhạc pop tiếng Pháp nổi tiếng, được yêu thích và phổ biến rộng rãi trên thế giới:
| STT | Tên bài hát                                    | Tên tiếng Việt     | Nghệ sĩ thể hiện                                 | Album                                              | Hãng thu âm        | Năm phát hành | Quốc gia            |
| --- | ---------------------------------------------- | ------------------ | ------------------------------------------------ | -------------------------------------------------- | ------------------ | ------------- | ------------------- |
| 1   | La Vie en rose                                 | Cuộc sống màu hồng | Édith Piaf                                       | Chansons Parisiennes                               | Columbia Records   | 1947          | Pháp                |
| 2   | Je t'aime                                      | Em Yêu Anh         | Lara Fabian                                      | Pure                                               | Polydor Records    | 1997          | Pháp · Bỉ           |
| 3   | Les Rois du monde                              |                    | Philippe d'Avilla, Damien Sargue, Grégori Baquet | Nhạc kịch Roméo et Juliette: de la Haine à l'Amour | Mercury            | 2000          | Pháp                |
| 4   | Magic in the Air (Nhạc cổ động World Cup 2014) |                    | Magic System, Chawki                             | Africainement vôtre                                | Parlophone, Warner | 2014          | Bờ Biển Ngà · Maroc |
| 5   | J'ai cherché                                   | Anh Tìm Thấy       | Amir                                             | Au cœur de moi                                     | Sash Productions   | 2016          | Pháp · Israel       |
| 6   | On dirait                                      | Tựa Như            | Amir                                             | Au cœur de moi                                     | Warner             | 2016          | Pháp · Israel       |

## Các nghệ sĩ nhạc pop tiếng Pháp

### Nam ca sĩ
- Adamo
- Dick Annegarn
- Arno
- Hugues Aufray
- Charles Aznavour
- Daniel Balavoine
- Alain Bashung
- Axel Bauer
- Bénabar
- Ben l'Oncle Soul
- Michel Berger
- Benjamin Biolay
- Mike Brant
- Georges Brassens
- Patrick Bruel
- Bertrand Burgalat
- Cali
- Calogero
- Francis Cabrel
- Alain Chamfort
- Manu Chao
- Éric Charden
- Robert Charlebois
- Louis Chedid
- Matthieu Chedid
- Christophe
- Richard Clayderman
- Julien Clerc
- Riccardo Cocciante
- Etienne Daho
- Joe Dassin
- Gérald De Palmas
- Vincent Delerm
- Michel Delpech
- Julien Doré
- Claude Dubois
- Jacques Dutronc
- Jean-Pierre Ferland
- Jean Ferrat
- Nino Ferrer
- Thomas Fersen
- Patrick Fiori
- Maxime Le Forestier
- Claude François
- Michel Fugain
- Serge Gainsbourg
- Garou
- Julien Granel
- Grégoire
- Jean-Jacques Goldman
- Johnny Hallyday
- Jacques Higelin
- Michel Jonasz
- Patrick Juvet
- Philippe Katerine
- Serge Lama
- Bernard Lavilliers
- Daniel Lavoie
- Marc Lavoine
- Maxime Le Forestier
- Grégory Lemarchal
- Gérard Lenorman
- Christophe Maé
- Mano Solo
- Eddy Mitchell
- Georges Moustaki
- Claude Nougaro
- Pascal Obispo
- Michel Pagliaro
- Florent Pagny
- Kevin Parent
- Mario Pelchat
- Bruno Pelletier
- M. Pokora
- Michel Polnareff
- Raphaël
- Serge Reggiani
- Renaud
- Dick Rivers
- Henri Salvador
- Michel Sardou
- William Sheller
- Alain Souchon
- Stromae
- Sébastien Tellier
- Tété
- Charles Trenet
- Roch Voisine
- Laurent Voulzy
- Christophe Willem

### Nữ ca sĩ
- Alizée
- Anaïs
- Keren Ann
- Josephine Baker
- Barbara
- Amel Bent
- Brigitte Bardot
- Jane Birkin
- Isabelle Boulay
- Carla Bruni
- Lorie
- Annie Cordy
- Nicole Croisille
- Dalida
- Céline Dion
- Lara Fabian
- Mylène Farmer
- Liane Foly
- Élodie Frégé
- France Gall
- Juliette Gréco
- Françoise Hardy
- Sophie Hunter
- Indila
- Jenifer
- Patricia Kaas
- Marie Laforêt
- Lynda Lemay
- Nolwenn Leroy
- Loane
- Renan Luce
- Maurane
- Mel's[2]
- Nana Mouskouri
- Vanessa Paradis
- Edith Piaf
- Poupie
- Quỳnh Anh
- Axelle Red
- Ginette Reno
- Nicole Rieu
- Kate Ryan
- Véronique Sanson
- Hélène Ségara
- Sheila
- Shy'm
- Natasha St-Pier
- Tal
- Cœur de pirate
- Michèle Torr
- Sylvie Vartan
- Andrée Watters
- Nanette Workman
- Zazie
- Julie Zenatti
- Zoë

### Nhóm/Ban nhạc
- AaRON
- Air
- Harmonium
- Les Innocents
- Louise Attaque
- M83
- Madame Monsieur
- Offenbach
- Phoenix
- Red Cardell
- Les Rita Mitsouko
- Les Surfs
- Tahiti 80
- Têtes Raides
- Téléphone
- Yelle
- Zebda